# Jenny Posch

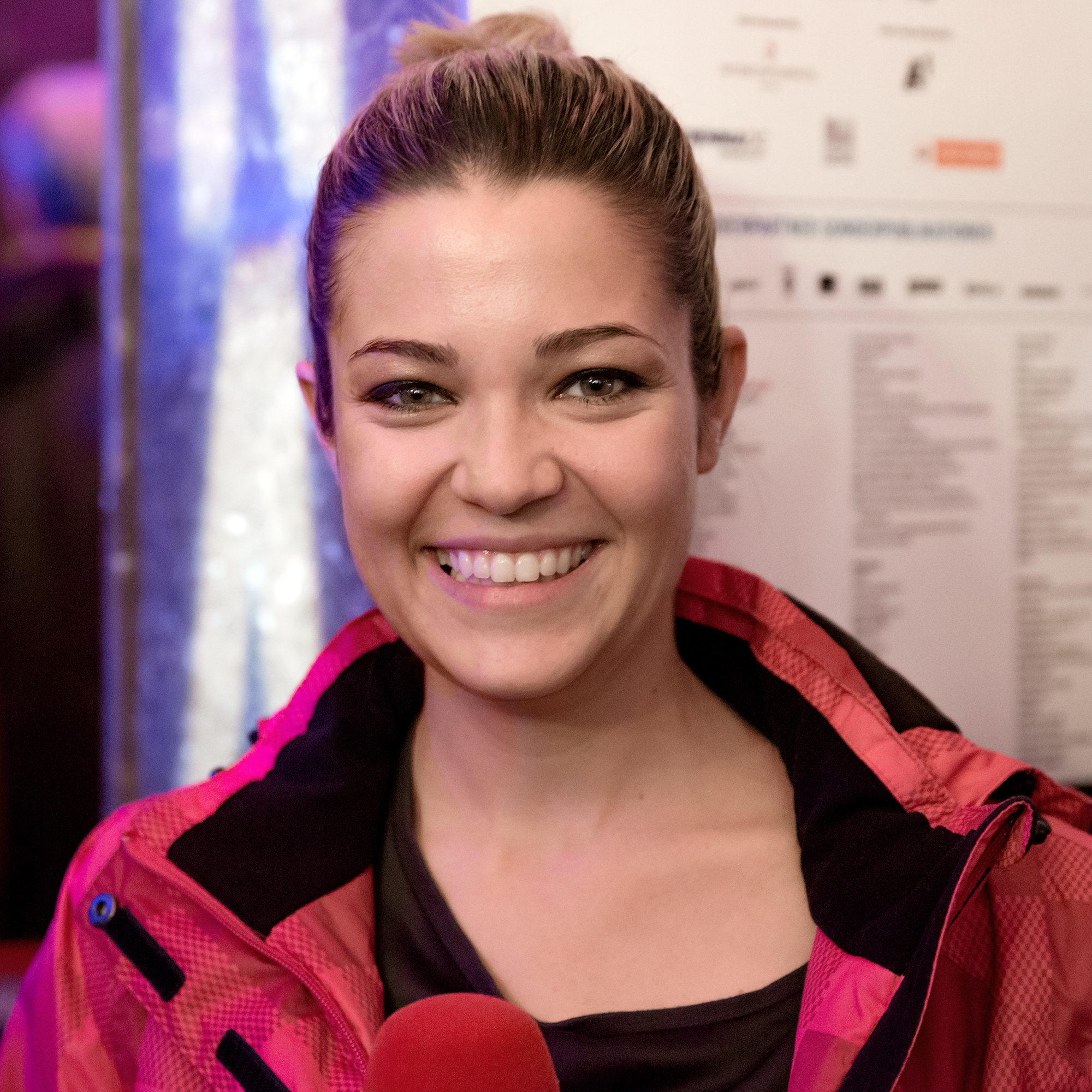
Jenny Posch (2016)

Jenny Posch (* 23. Jänner 1988 in Oberwart; gebürtig Jennifer Posch) ist eine österreichische Fernseh- und Radiomoderatorin.

## Ausbildung
Jenny Posch legte die Matura am Bundesgymnasium Oberschützen im Jahr 2006 ab und besuchte dann das Kolleg der Tourismusschulen „Modul“, das sie 2009 abschloss. Sie absolvierte ein Stimm- & Sprechtraining bei Dagmar Kutzenberger (Mikrostimme, 2011) sowie bei Andrea Radakovits (Stimmhaft, 2012 und 2013). Sie ist Alumna der Max Medien Akademie beim Zweig „Radio- und Eventmoderation“.

## Karriere
2009 begann sie bei Chili TV mit dem Moderator Dominic Heinzl, Mitte 2010 arbeitete sie beim kommerziellen steirischen Radiosender Antenne Steiermark, danach ab 2011 für die Antenne Wien sowie Radio Max. Seit Dezember 2011 ist sie Redakteurin und moderiert beim Wiener Stadtfernsehen W24 die Unterhaltungssendung „Jetzt Poschts!“.
Von September 2013 bis Mai 2014 moderierte sie bei Hitradio Ö3 die Ö3-Musik- und Wunschnacht.
Seit Mai 2014 war Posch die Moderatorin der neuen Sendung VIVA Top 100 für Österreich beim Sender VIVA Austria und beendete ihr Engagement bei Ö3. Zudem moderiert sie seit 2014 einzelne Ausgaben des Magazins Österreich Blick des Regionalfernsehvermarkters R9.